# Falkenau

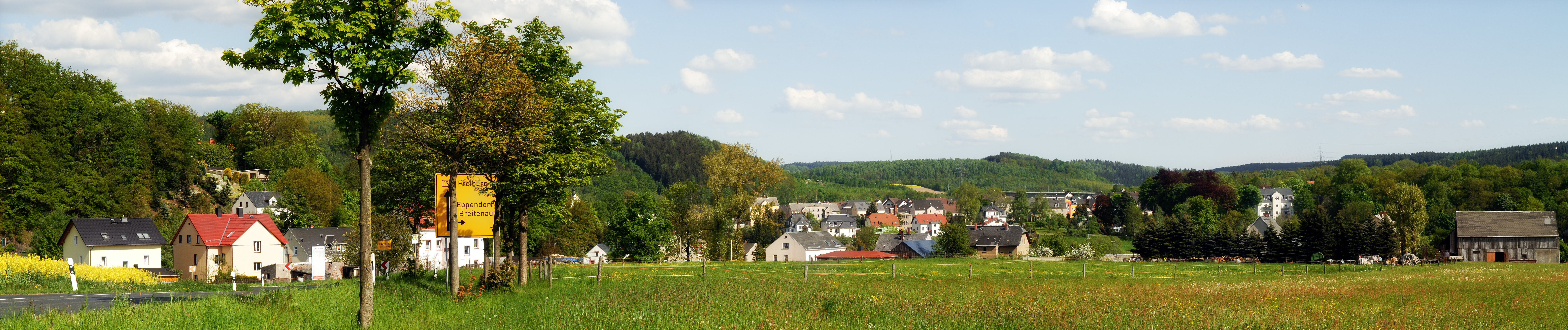
Falkenau

Falkenau este o comună din landul Saxonia, Germania.